# Kjulaås
Kjulaås är en tätort i Eskilstuna kommun och kyrkbyn i Kjula socken. Orten ligger cirka 10 kilometer öster om Eskilstuna vid gamla E20 (E3:an) som nu heter länsväg D900. Ortnamnet Kjula används också men omfattar geografiskt mer än bara tätorten Kjulaås.
I orten ligger Kjula kyrka. Kjula har en lång tradition av grustäkt. I Kjula, söder om tätorten, fanns också en militär flygbas. Den ägs numera av kommunen och verksamheten drivs under namnet Eskilstuna-Kjula flygplats.

## Historia
Elof Hellquist tolkade namnet på 1920-talet och då lyftes ordets beskrivande innebörd fram. Kjul tolkas som en fornsvensk motsvarighet till ett isländskt ord för skepp - kjóll - och att det i Kjulas fall är den välvda formen på åsen genom orten som beskrivs. 1314 skrevs namnet Kyulum.
Namnet syftar egentligen på Kjulaåsen, den ås som passerar förbi kyrkan. Kyrkby i Kjula socken var Kjulaby, men den ligger idag utanför tätorten Kjulaås. Dagens tätort består huvudsakligen av modernare bebyggelse som vuxit fram på byarna Hyttersta, Böle, Blacksta och Aspesta ägor.
Administrativ historik för orten Kjula. Kjula hörde till Kjula landskommun åren 1863 till och med 1952. Från 1952 hörde orten till storkommunen Kafjärdens landskommun fram till och med 1970 då orten kom att höra till Eskilstuna kommun. Orten hör till Kjula socken som har medeltida ursprung.

### Befolkningsutveckling
Från 1965 räknades Kjulaås som en tätort och befolkningen då var 437. Folkmängden ökade fram till och med 1980 för att därefter ha sjunkit i mängd. 
| Befolkningsutvecklingen i Kjulaås 1960–2020                       | Befolkningsutvecklingen i Kjulaås 1960–2020 | Befolkningsutvecklingen i Kjulaås 1960–2020 | Befolkningsutvecklingen i Kjulaås 1960–2020 | Befolkningsutvecklingen i Kjulaås 1960–2020 |
| ----------------------------------------------------------------- | ------------------------------------------- | ------------------------------------------- | ------------------------------------------- | ------------------------------------------- |
|                                                                   |                                             |                                             |                                             |                                             |
| År                                                                |                                             |                                             | Folkmängd                                   | Areal (ha)                                  |
| 1960                                                              | 1960                                        |                                             | 156                                         | ¤                                           |
| 1965                                                              | 1965                                        |                                             | 437                                         |                                             |
| 1970                                                              | 1970                                        |                                             | 796                                         |                                             |
| 1975                                                              | 1975                                        |                                             | 926                                         |                                             |
| 1980                                                              | 1980                                        |                                             | 1 042                                       |                                             |
| 1990                                                              | 1990                                        |                                             | 959                                         | 100                                         |
| 1995                                                              | 1995                                        |                                             | 951                                         | 101                                         |
| 2000                                                              | 2000                                        |                                             | 889                                         | 101                                         |
| 2005                                                              | 2005                                        |                                             | 851                                         | 101                                         |
| 2010                                                              | 2010                                        |                                             | 837                                         | 100                                         |
| 2015                                                              | 2015                                        |                                             | 915                                         | 115                                         |
| 2020                                                              | 2020                                        |                                             | 956                                         | 119                                         |
| Anm.: Ny tätort 1965 ¤ Som tätortsbebyggelse med 150-199 invånare |                                             |                                             |                                             |                                             |

## Byggnader/samhälle
År 2010 omfattade tätorten Kjulaås området från kyrkan i norra änden till och med gården vid Hebylund i södra änden. Bebyggelsen består mestadels av villasamhället som ligger norr om länsväg D900 men i denna del av tätorten omfattas även Hjältesta i öster, Åsen på västra sidan om åsen samt Asplunda. Husen vid Karlåker söder om länsvägen hör också till tätorten tillsammans med fastigheten Kjulaås  4 och villaområdet söder om länsväg D900 samt området Blacksta.
Kjula kyrka är vitputsad och omges av en kyrkogård. På södersidan om kyrkogården finns ett bostadshus. Öster om Kyrkvägen ligger Kjula skola där byggnaden närmast vägen är från tiden då det var kyrkskola. Detta ser man genom de textrader som finns på norra väggen. Lite längre söderut ligger Trafikverkets Vägmuseum.
Eskilstuna kommun/Eskilstuna kommunfastigheter har lägenheter på Kyrkvägen, Kvarnvägen och Tallvägen. Det är ett 100-tal lägenheter på 1-3 rum och kök. De allra flesta husen är två våningar och många ser ut som radhus. Uppe på åsen i Tingstuvägens förlängning ligger ett vattentorn från ca 1960-talet.
Längs Kyrkvägen på norra sidan av Kvarnvägen ligger en park som heter Kungsparken. Söder om Kvarnvägen ligger en näringsfastighet som i en byggnad hyser bland annat mataffär, frisör och pizzeria(denna byggnad revs maj/juni 2020). På denna tomt finns nu en ny mindre byggnad som rymmer en självbetjäningsbutik i form av närlivs, som öppnade i november 2020. På samma tomt finns även en byggnad som är ett komplett ett nyckelgym. Söder om denna byggnad ligger Kungsvallen som är Jäders IF:s lokal och planer. I fortsatt riktning söder ut ligger Kjula kiosk, en pizzeria, som också är namnet på busshållplatsen i Kjula, denna byggnad brann ner till grunden natten mellan 14 och 15 augusti 2022. En helt ny byggnad har uppförts och öppnade på nytt i december 2023.I södra änden av tätorten Kjulaås ligger Kjula Baptistförsamling och en hästgård. 

## Kommunikationer
Kjulaås trafikerades 2013 med ett fåtal bussturer mellan Eskilstuna och Strängnäs. Med bil från Eskilstuna åker man E20 med riktning Strängnäs och tar avfart 134 trafikplats Kjula för att sedan följa skyltning mot Kjula. Omvänt från Strängnäs mot Eskilstuna. Det går också att nå orten via länsväg D900.
Cirka 4 kilometer söder om tätorten ligger Eskilstuna-Kjula flygplats som mestadels används för lättare skolflyg men också för taxi-, affärs-,  transport- och ambulansflyg. I närheten av flygplatsen byggs ett logistikcentrum upp.
Bron över E20 vid trafikplats Kjula används för ambulanspassning då endera Eskilstuna eller Strängnäs står utan ledig ambulans dagtid och kvällstid.

## Utbildning och kultur
Orten har en kommunal grundskola, Kjula skola, med klasser från förskola till och med år 6. Skolan har idrottshall och från slutet på år 2015 sex andra byggnader för sin verksamhet. Hösten 2013 beräknas Kafjärdens förskola öppna. Förskolan drivs som aktiebolag med en styrelse och det är Kafjärdens församling som är uppdragsgivare.
Kjula var en av de tidiga orterna med ett folkbibliotek. Det startades på initiativ av kyrkoherde Magnus Jonae[sic!] Hjortsberg som 1799 skrev ner sin idé. Från slutet av 1800-talet var biblioteket Kommunalnämndens ansvar och var placerat i kyrkskolans lokaler. Under 1880-talet noterades 10-15 låntagare per år. År 1890 var läraren Jakob Svensson även biblioteksföreståndare och fick 15 kronor detta år för arbetet på biblioteket. Biblioteket levde kvar i skolans lokaler fram till och med år 2009 då Eskilstuna kommun beslutade om besparingar som påverkade biblioteksfilialer. År 2010 öppnades en liten filial/mötesplats i Tallgläntans lokaler på Tallvägen 1 i Kjula. I samband med nedläggning av biblioteket i Kjula startades Kafjärdens kultur- och biblioteksförening i april 2010. Föreningens syfte är att "verka stöttande för biblioteksverksamheten i Kjula men också att arrangera kulturella evenemang i bygden."

## Idrott
I Kjula finns två idrottsföreningar. Den ena är Kjula IF som är inriktad på orientering och skidåkning. Deras klubblokal heter Tallstugan och ligger i skogen på södra sidan av motorvägen. Där finns spår i olika längd samt ett elljusspår. Den andra föreningen på orten är Jäders IF som satsar på fotboll. Föreningen har lokal och planer vid Kungsvallen vid Kyrkvägen. På orten finns också en privat ridskola.